# Yūgiri (destroyer, 1930)
Pour les autres navires du même nom, voir Yūgiri (destroyer).
Le Yūgiri (夕霧) était un destroyer de classe Fubuki en service dans la Marine impériale japonaise pendant la Seconde Guerre mondiale.

## Historique
En 1932, après la guerre de Shanghai, le Yūgiri patrouille dans le fleuve Yangtze. En 1935, après l'incident de la quatrième flotte, où un grand nombre de navires ont été endommagés par un typhon, le destroyer bénéficia d'une coque plus solide. À partir de 1937, il couvre les débarquements des forces japonaises à Shanghai et à Hangzhou pendant la deuxième guerre sino-japonaise. À partir de 1940, il patrouille et couvre les débarquements des forces japonaises dans le sud de la Chine tout en participant à l'invasion de l'Indochine française.
Au moment de l'attaque de Pearl Harbor, le Yūgiri est affecté à la 20e division (3e escadron de destroyers) de la 1re flotte, où il est déployé depuis le district naval de Kure, escortant les troupes japonaises pour des opérations de débarquements pendant la bataille de Malaisie.
Le 19 décembre, le Yūgiri coule le sous-marin hollandais HNLMS O 20 avec l'aide de ses navires jumeaux Uranami et Ayanami, secourant 32 survivants. Le 27 janvier, son convoi est attaqué par les destroyers HMS Thanet et HMAS Vampire à environ 80 milles marins (148 km) au nord de Singapour lors de la bataille d'Endau (en), où il contribua au naufrage du Thanet. Il fait ensuite partie de l'escorte des croiseurs lourds Suzuya, Kumano, Mogami et Mikuma déployés pour l'opération L. À la fin de février, le Yūgiri couvre des opérations de dragage de mines autour de Singapour et de Johor.
En mars, le destroyer prend part à l'opération T et à l'opération D, effectuant des patrouilles d'escorte au large de Port Blair pendant les raids japonais dans l'océan Indien. Lors de cette période, le Yūgiri, en compagnie des croiseurs Chōkai et Yura et du porte-avions Ryūjō, sont crédités du naufrage de six navires marchands. Les 13 et 22 avril, le destroyer accoste à Singapour et à la baie de Cam Ranh avant de rejoindre la base de Kure pour un entretien.
Les 4 et 5 juin, il participe à la bataille de Midway au sein de la flotte principale de l'amiral Isoroku Yamamoto. En juillet 1942, le Yūgiri quitte Amami-Ōshima pour Mako, Singapour, Sabang et Mergui pour un deuxième raid prévu dans l'océan Indien. L'opération est annulée en raison de la campagne de Guadalcanal, le destroyer est donc envoyé à Truk qu'il atteint fin août. Après la bataille des Salomon orientales le 24 août, le Yūgiri escorte des transports de troupes vers Guadalcanal. Au cours de cette opération, il est touché par une bombe larguée par un bombardier en piqué Douglas SBD Dauntless de l'US Marine Corps, basé à Henderson Field. L'attaque tue 32 membres d'équipage, dont le commandant de la 20e division, le capitaine Yamada Yuji. Après des réparations d'urgence à Truk, le Yūgiri retourne à l'arsenal naval de Kure au début d'octobre pour des réparations qui dureront jusqu'à la fin de 1942.
Le 25 janvier 1943, le Yūgiri est réaffecté dans la 8e flotte. Retournant à Rabaul à la fin du mois d'avril, il prend part à de nombreux « Tokyo Express » dans les îles Salomon le mois suivant. Le 16 mai, il est torpillé par le sous-marin américain USS Grayback au nord-ouest de Kavieng, tuant neuf membres d'équipage. Le destroyer est remorqué jusqu'à Rabaul par l'Amagiri puis renvoyé au Japon pour des réparations permanentes à la fin du mois de juillet. Le Yūgiri retourne aux îles Salomon à la mi-novembre. Le 24, il est l'un des cinq destroyers escortant un convoi de transport / évacuation de troupes à Buka. Lors de la bataille du cap Saint-George le 26 novembre 1943, il est coulé par les destroyers USS Charles Ausburne, USS Claxton et USS Dyson à environ 50 milles marins (92,6 km) à l'est du cap Saint-George, à la position 4° 44′ S, 154° 00′ E. Le sous-marin japonais I-177 secourt 278 survivants et l'I-181 en sauve 11; le capitaine du Yūgiri, le capitaine de corvette Shuichi Otsuji, ne fait pas partie des survivants.
Le destroyer est rayé des listes de la marine le 15 décembre 1943.